# Nico Rosberg
Nico Rosberg, nemški dirkač Formule 1, * 27. junij 1985, Wiesbaden, Nemčija.
Nico Rosberg je nekdanji nemški dirkač Formule 1, sin finskega prvaka iz sezone 1982 Kekeja Rosberga. Ima tako finsko, kot nemško (po materi) državljanstvo, toda dirkal je z nemško superlicenco. V sezoni 2005 je osvojil prvenstvo v seriji GP2 s čimer si je prislužil sedež v Williamsu (moštvu s katerim je njegov oče postal prvak) v sezoni 2006. Toda po zelo obetavnem začetku in točkah s sedmim mestom že na prvi dirki za Veliko nagrado Bahrajna ter najhitrejšem krogu na dirki s čimer je postav najmlajši dirkač s tem dosežkom v zgodovini Formule 1, se je preostanek sezone odvijal v znamenju okvar in nesreč. Namreč odstopil je kar na devetih dirkah od osemnajstih, do točk pa je prišel le še enkrat s sedmim mestom na Veliki nagradi Evrope in tako sezono končal na sedemnajstem mestu z le štirimi točkami. Tudi v sezoni 2007 je dirkal za Williams z novim moštvenim kolego Alexandrom Wurzem. Čeprav je bil v rezultatih viden napredek v primerjavi s prejšnjo sezono, pa so mnogi pričakovali še boljše rezultate. Najboljši rezultat je dosegel na zadnji dirki sezone za Veliko nagrado Brazilije, kjer je zasedel četrto mesto, skupno pa je bil deveti v dirkaškem prvenstvu z dvajsetimi točkami.
Svojo prvo zmago v Formuli 1 je dosegel 15. aprila 2012 na dirki za veliko nagrado Kitajske kot član ekipe Mercedes. Za Mercedes je bila to prva zmaga v Formuli 1 po več kot pol stoletja. V sezoni 2014 se je do zadnje dirke boril za naslov prvaka z moštvenim kolegom Lewisom Hamiltonom. Dosegel je pet zmag, deset drugim mest in enajst najboljših štartnih položajev, na koncu pa vseeno zaostal za 67 točk. Podobno se je razpletla tudi sezona 2015, v sezoni 2016 pa je vodil večji del sezone in do konca rešil pet točk prednosti pred Hamiltonom ter osvojil svoj prvi naslov prvaka. Nekaj dni po osvojenem naslovu prvaka je oznanil konec svoje kariere.

## Dirkaški rezultati

### Pregled rezultatov
| Sezona | Serija               | Moštvo            | Dirke | Pole | Zmage | Toč  | Uvr |
| ------ | -------------------- | ----------------- | ----- | ---- | ----- | ---- | --- |
| 2002   | Nemška Formula BMW   | VIVA Racing       | 20    | 5    | 9     | 264  | 1.  |
| 2003   | Evropska Formula 3   | Team Rosberg      | 20    | 1    | 1     | 45   | 8.  |
| 2003   | Velika nagrada Macaa | ?                 | 1     | 0    | 0     | ?    | NC  |
| 2003   | F3 Korean Superprix  | Carlin Motorsport | 1     | 0    | 0     | ?    | 11. |
| 2004   | Evropska Formula 3   | Team Rosberg      | 19    | 2    | 3     | 70   | 4.  |
| 2004   | Velika nagrada Macaa | Team Rosberg      | 1     | 0    | 0     | ?    | NC  |
| 2004   | Masters Formule 3    | Team Rosberg      | 1     | 0    | 0     | ?    | 6.  |
| 2004   | Bahrain F3 Superprix | Team Rosberg      | 1     | 0    | 0     | ?    | 2.  |
| 2005   | Serija GP2           | ART Grand Prix    | 23    | 4    | 5     | 120  | 1.  |
| 2006   | Formula 1            | Williams          | 18    | 0    | 0     | 4    | 17. |
| 2007   | Formula 1            | Williams          | 17    | 0    | 0     | 20   | 9.  |
| 2008   | Formula 1            | Williams          | 18    | 0    | 0     | 17   | 13. |
| 2009   | Formula 1            | Williams          | 17    | 0    | 0     | 34,5 | 7.  |
| 2010   | Formula 1            | Mercedes GP       | 19    | 0    | 0     | 142  | 7.  |
| 2011   | Formula 1            | Mercedes GP       | 19    | 0    | 0     | 89   | 7.  |
| 2012   | Formula 1            | Mercedes GP       | 20    | 1    | 1     | 93   | 9.  |
| 2013   | Formula 1            | Mercedes GP       | 19    | 3    | 2     | 171  | 6.  |
| 2014   | Formula 1            | Mercedes GP       | 19    | 11   | 5     | 317  | 2.  |
| 2015   | Formula 1            | Mercedes GP       | 19    | 7    | 6     | 322  | 2.  |
| 2016   | Formula 1            | Mercedes GP       | 21    | 8    | 9     | 385  | 1.  |

### GP2
(legenda) (poševne dirke označujejo najhitrejši krog)
| Leto | Moštvo         | 1         | 2           | 3         | 4         | 5         | 6         | 7         | 8         | 9         | 10        | 11        | 12        | 13        | 14        | 15        | 16         | 17        | 18        | 19        | 20        | 21        | 22        | 23        | Prv | Toč |
| ---- | -------------- | --------- | ----------- | --------- | --------- | --------- | --------- | --------- | --------- | --------- | --------- | --------- | --------- | --------- | --------- | --------- | ---------- | --------- | --------- | --------- | --------- | --------- | --------- | --------- | --- | --- |
| 2005 | ART Grand Prix | SMR FEA 8 | SMR SPR Ret | ESP FEA 9 | ESP SPR 4 | MON FEA 3 | EUR FEA 3 | EUR SPR 4 | FRA FEA 7 | FRA SPR 1 | GBR FEA 1 | GBR SPR 4 | GER FEA 1 | GER SPR 4 | HUN FEA 5 | HUN SPR 2 | TUR FEA 17 | TUR SPR 3 | ITA FEA 2 | ITA SPR 2 | BEL FEA 3 | BEL SPR 5 | BHR FEA 1 | BHR SPR 1 | 1.  | 120 |

### Formula 1
(legenda) (odebeljene dirke pomenijo najboljši štartni položaj, poševne pa najhitrejši krog, †-uvrščen kljub odstopu)
| Leto | Moštvo                        | Šasija                 | Motor                           | 1       | 2       | 3       | 4       | 5       | 6       | 7       | 8      | 9       | 10      | 11     | 12      | 13      | 14      | 15      | 16      | 17      | 18      | 19     | 20     | 21    | Prv | Toč  |
| ---- | ----------------------------- | ---------------------- | ------------------------------- | ------- | ------- | ------- | ------- | ------- | ------- | ------- | ------ | ------- | ------- | ------ | ------- | ------- | ------- | ------- | ------- | ------- | ------- | ------ | ------ | ----- | --- | ---- |
| 2006 | WilliamsF1 Team               | Williams FW28          | Cosworth CA2006 2.4 V8          | BAH 7   | MAL Ret | AVS Ret | SMR 11  | EU 7    | ŠPA 11  | MON Ret | VB 9   | KAN Ret | ZDA 9   | FRA 14 | NEM Ret | MAD Ret | TUR Ret | ITA Ret | KIT 11  | JAP 10  | BRA Ret |        |        |       | 17. | 4    |
| 2007 | AT&T Williams                 | Williams FW29          | Toyota RVX-07 2.4 V8            | AVS 7   | MAL Ret | BAH 10  | ŠPA 6   | MON 12  | KAN 10  | ZDA 16† | FRA 9  | VB 12   | EU Ret  | MAD 7  | TUR 7   | ITA 6   | BEL 6   | JAP Ret | KIT 16  | BRA 4   |         |        |        |       | 9.  | 20   |
| 2008 | AT&T Williams                 | Williams FW30          | Toyota RVX-08 2.4 V8            | AVS 3   | MAL 14  | BAH 8   | ŠPA Ret | TUR 8   | MON Ret | KAN 10  | FRA 16 | VB 9    | NEM 10  | MAD 14 | EU 8    | BEL 12  | ITA 14  | SIN 2   | JAP 11  | KIT 15  | BRA 12  |        |        |       | 13. | 17   |
| 2009 | AT&T Williams                 | Williams FW31          | Toyota RVX-09 2.4 V8            | AVS 6   | MAL 8‡  | KIT 15  | BAH 9   | ŠPA 8   | MON 6   | TUR 5   | VB 5   | NEM 4   | MAD 4   | EU 5   | BEL 8   | ITA 16  | SIN 11  | JAP 5   | BRA Ret | ABU 9   |         |        |        |       | 7.  | 34.5 |
| 2010 | Mercedes GP Petronas F1 Team  | Mercedes MGP W01       | Mercedes FO 108X 2.4 V8         | BAH 5   | AVS 5   | MAL 3   | KIT 3   | ŠPA 13  | MON 7   | TUR 5   | KAN 6  | EU 10   | VB 3    | NEM 8  | MAD Ret | BEL 6   | ITA 5   | SIN 5   | JAP 17† | KOR Ret | BRA 6   | ABU 4  |        |       | 7.  | 142  |
| 2011 | Mercedes GP Petronas F1 Team  | Mercedes MGP W02       | Mercedes FO 108Y 2.4 V8         | AVS Ret | MAL 12  | KIT 5   | TUR 5   | ŠPA 7   | MON 11  | KAN 11  | EU 7   | VB 6    | NEM 7   | MAD 9  | BEL 6   | ITA Ret | SIN 7   | JAP 10  | KOR 8   | IND 6   | ABU 6   | BRA 7  |        |       | 7.  | 89   |
| 2012 | Mercedes AMG Petronas F1 Team | Mercedes F1 W03        | Mercedes FO 108Z 2.4 V8         | AVS 12  | MAL 13  | KIT 1   | BAH 5   | ŠPA 7   | MON 2   | KAN 6   | EU 6   | VB 15   | NEM 10  | MAD 10 | BEL 11  | ITA 7   | SIN 5   | JAP Ret | KOR Ret | IND 11  | ABU Ret | ZDA 13 | BRA 15 |       | 9.  | 93   |
| 2013 | Mercedes AMG Petronas F1 Team | Mercedes F1 W04        | Mercedes FO 108F 2.4 V8         | AVS Ret | MAL 4   | KIT Ret | BAH 9   | ŠPA 6   | MON 1   | KAN 5   | VB 1   | NEM 9   | MAD 19† | BEL 4  | ITA 6   | SIN 4   | KOR 7   | JAP 8   | IND 2   | ABU 3   | ZDA 9   | BRA 5  |        |       | 6.  | 171  |
| 2014 | Mercedes AMG Petronas F1 Team | Mercedes F1 W05 Hybrid | Mercedes PU106A Hybrid 1.6 V6 t | AVS 1   | MAL 2   | BAH 2   | KIT 2   | ŠPA 2   | MON 1   | KAN 2   | AVT 1  | VB Ret  | NEM 1   | MAD 4  | BEL 2   | ITA 2   | SIN Ret | JAP 2   | RUS 2   | ZDA 2   | BRA 1   | ABU 14 |        |       | 2.  | 317  |
| 2015 | Mercedes AMG Petronas F1 Team | Mercedes F1 W06 Hybrid | Mercedes PU106B Hybrid 1.6 V6 t | AVS 2   | MAL 3   | KIT 2   | BAH 3   | ŠPA 1   | MON 1   | KAN 2   | AVT 1  | VB 2    | MAD 8   | BEL 2  | ITA 17† | SIN 4   | JAP 2   | RUS Ret | ZDA 2   | MEH 1   | BRA 1   | ABU 1  |        |       | 2.  | 322  |
| 2016 | Mercedes AMG Petronas F1 Team | Mercedes F1 W07 Hybrid | Mercedes PU106C Hybrid 1.6 V6 t | AVS 1   | BAH 1   | KIT 1   | RUS 1   | ŠPA Ret | MON 7   | KAN 5   | EU 1   | AVT 4   | VB 3    | MAD 2  | NEM 4   | BEL 1   | ITA 1   | SIN 1   | MAL 3   | JAP 1   | ZDA 2   | MEH 2  | BRA 2  | ABU 2 | 1.  | 385  |